# Ибн Баджа
Абу́ Бакр Муха́ммад ибн Яхья́, известный как Ибн Ба́джа (араб. ابن باجة‎, около 1070, Сарагоса, — 1138, Фес, Марокко) — арабский философ, первый крупный представитель восточного аристотелизма в мусульманской Испании. В латиноязычной философской традиции Ибн Баджа был известен как Avenpace, или Avempace.

## Биография
Наместник Альморавидов в Сарагосе Абу Бакр ибн Ибрахим, зять короля Али, сделал Ибн Баджу своим первым министром. Милость к свободомыслящему философу возмутила воинов наместника, и большая часть их его покинула. В 1119 году Ибн Баджа надолго поселился в Севилье, затем отправился в Гранаду, оттуда в Фес и здесь пользовался расположением двора Альморавидов. Ибн Баджа умер в 1138 году, по некоторым источникам, отравленный своими собратьями по профессии, врачами, которые завидовали его славе.
Благодаря комментариям Ибн Баджи, утвердилась в Андалузии философия Аристотеля: центральное место в его комментариях занимают естественнонаучные произведения: «Физика», «О возникновении и уничтожении», «Метеорология». Противник мистических идей Аль-Газали, Ибн Баджа учил, что спекулятивное мышление ведет к совершенству; следуя идеям аль-Фараби, он развивал учение о возможности отождествления человеческого разума со всемирным. Учение, равно как и жизнь Ибн Баджи, не соблюдавшего обрядов, предписываемых исламом, вызвали сильные нападки со стороны правоверных богословов.
Круг научных интересов Ибн Баджи был обширен: кроме чисто философских вопросов, он занимался проблемами естествознания, астрономии, математики, медицины и музыки, как и поэтическими опытами. Подавляющее большинство произведений Ибн Баджи не сохранилось, дошедшие же сочинения (зачастую как разрозненные отрывки) известны главным образом в древнееврейском и латинском переводах. Наибольшей известностью пользовались в свое время логические трактаты, сочинение «О душе» (по свидетельству Ибн Туфайля, не закончено автором), так называемый «Трактат о соединении человека с деятельным разумом», «Прощальное послание» и «Путь жизни отшельника» (или «Об образе жизни уединившегося», «Tadbîr al-mutawahhid»; араб. تدبير المتوحد‎).

## Память
В 2009 г. Международный астрономический союз присвоил имя Ибн Баджа кратеру на обратной стороне Луны.

## Сочинения
- Книга о душе. Перевод А. В. Сагадеева. — В сборнике: Избранные произведения мыслителей стран Ближнего и Среднего Востока IX—XIV вв. М., 1961, с.291—324.